# Cerkev sv. Donata, Donačka Gora
Cerkev sv. Donata [donáta] v vasi Donačka Gora [donáčka góra] stoji na južnem vznožju Donačke gore (884 m), na nadmorski višini 511 m. Je podružnična cerkev Župnije Rogatec in je edina cerkev v Sloveniji, ki je posvečena sv. Donatu iz Münstereifla, zavetniku proti strelam, nevihtam, ognju in toči, ki goduje 7. avgusta. Cerkev, oziroma natančneje njena predhodnica, ki je stala na vrhu Donačke gore, je znana po najhujši nesreči strele v Sloveniji, ko je 6. avgusta 1741 udar strele v cerkev povzročil smrt 59 ljudi.

## Prva cerkev
Prva cerkev sv. Donata je stala na vrhu Donačke gore. Njen obstoj je slabo dokumentiran. Cerkev je leta 1740 poškodovala strela, naslednje leto, 6. avgusta 1741, pa ponovno, nakar je bila opuščena.

### Udar strele 6. avgusta 1741
Leta 1741 je bilo soparno poletje z veliko nevihtami, ki so ogrožale pridelek, zato se je na praznik sv. Donata, ki so ga tisto leto obhajali v nedeljo, 6. avgusta, zbralo veliko romarjev, ki so si želeli izprositi varstvo za svoje njive in vinograde.
Dopoldan tega dne so se iz zahodne strani začeli zbirati oblaki, in ko se je ob 10:30 pričela maša, so že padale prve kaplje, nakar je veter prinesel še drobno točo. Nekajkrat je tudi na kratko zagrmelo. Vrata cerkve so zaprli, da bi bogoslužje potekalo čim bolj nemoteno. Ob začetku maše se je tudi že precej stemnilo in prostor so bolj kot ne razvetljevale le še sveče in vsepogostejši bliski. Sčasoma je začelo obilno deževati, toča pa je ponehala. Ko je prišel mašni del »Slave«, se je že zdelo, da neurje pojenjuje in se oddaljuje. Vedno redkeje je bilo slišati grmenje. Nato je prišel čas glavne prošnje. V tistem trenutku, ko je duhovnik razširil roke in hotel izreči »Molimo,« je oltar pred njim zažarel (duhovnik je bil s hrbtom obrnjen proti ljudstvu). Iz kovinskih svečnikov je stekel modrikast električni tok v njegove roke in se skozi njih razširil naprej po nagneteni množici. Ljudje poka niti niso slišali, saj se je zgodil hkrati z udarom strele. Ljudi je vrglo v zrak, jim vnemalo lase in osmodilo preznojena oblačila. Leseni zvonik je razdejalo, pri čemer se je zvon snel iz ležišča in padel na kamnita tla ter se razbil. Skozi špranje v stropu je bilo videti že skoraj jasno nebo.
V trenutkih po nesreči je nastopilo vsesplošno vpitje in prerivanje proti vratom. Na tleh v cerkvi so ležale žrtve, iz katerih se je še kadilo. Ljudje, ki so najprej panično iskali svojce, so se organizirali in v naslednji uri prenesli vse ljudi iz cerkve. Izmed njih se jih je nekaj kakor po čudežu čez čas ovedlo, med njimi tudi duhovnik. Smrtnih žrtev so našteli 59. Večina izmed njih je bila romarjev iz Župnije Sv. Vid pri Ptuju, ki jih je sem pripeljal videmski kaplan. Zidovi cerkve so ob udaru strele dobili razpoke kakor ob potresu. Požaru se je cerkev izognila, le iz premočenih tramov v razrušenem zvoniku se je kadilo.
V naslednjih dneh so vse žrtve znosili v dolino. Le tri so prepeljali in pokopali v Vidmu pri Ptuju. 28 so jih pokopali v bližnjem Svetem Juriju, 28 pa v Žetalah. Imena žrtev so zapisana v mrliških knjigah Župnije Sv. Vid pri Ptuju in Rogatec. Nesrečo opisuje tudi vizitacijski zapisnik goriškega nadškofa Karla Mihaela Attemsa.
Po tem dogodku cerkvene oblasti zaradi izpostavljenosti vremenskim ujmam cerkve niso pustile obnavljati. Zato so se raje odločili za izgradnjo nove cerkve niže v pobočju gore. V znamenje sočutja ob nesreči je papež Benedikt XIV. leta 1750 videmski župniji podaril relikvije sv. Donata. Te so danes shranjene v stranskem oltarju Matere Božje v župnijski cerkvi sv. Vida na Vidmu pri Ptuju. Zanje so naredili lesen baročni sarkofag, dominikanke iz Studenic pa so ročno sešile dragocen ornat.

### Kasnejše raziskave cerkve
Leta 1810 je štajerski princ prijezdil na konju na vrh gore po standardni poti, malo kasneje pa se je z družbo povzpel na vrh po južnem pobočju. Ob tem obisku omenja ostanke kapele, verjetno cerkvene apside, kar je leta 1840 potrdil tudi Rudolf Gustav Puff.
Leta 1934, ob praznovanju 1900-letnice Jezusovega rojstva, so na vrhu postavili visok kamnit spomenik s križem. Dela so potekala pod vodstovom Alojzija Sunčiča, župnijskega upravitelja Župnije Rogaška Slatina. Pri izkopu terena so pod meter debelo plastjo kamenja, opeke in ožganih tramov našli tlak iz plošč iz peščenjaka (te naj bi bile sedaj v župnišču v Rogatcu), cinasto posodo, kosti in drugo. Največji vogalni kamen so izbrali za temeljni kamen in ga 12. avgusta 1934 blagoslovili. Ostaline ob izkopu žal niso bile znanstveno preučene.

## Sedanja cerkev
Sedanja cerkev je bila zgrajena med leti 1756 in 1780. Je pravilno orientirana v smeri vzhod–zahod. Cerkvena ladja ima rahlo zaobljene vogale in lesen fasadni stolpič s čebulasto streho. Zakristija je prislonjena na severno stran. Ladja je bila leta 1843 obokana. Notranjo opremo sestavljajo trije kvalitetni stranski oltarji in oljni sliki sv. Donata ter sv. Izidorja, delo rogaškega baročnega slikarja Jožefa Antona Lerchingerja.